# Napowietrzna wioska
Napowietrzna wioska, Wielki las, W puszczach Afryki lub Osada w powietrzu (fr. Le village aérien, 1901) – jednotomowa powieść Juliusza Verne’a z cyklu Niezwykłe podróże złożona z 18 rozdziałów.
Pierwszy polski przekład (autorki ukrywającej się pod pseudonimem Helena S., pt. Wielki las) pojawił się w odcinkach w 1901 w czasopiśmie tygodniowym ilustrowanym Ziarno, a w postaci książkowej (autorstwa Bronisławy Kowalskiej, pt. W puszczach Afryki) w 1907.
W 1960 r. wydawnictwo Nasza Księgarnia opublikowało utwór w tłumaczeniu Olgi Nowakowskiej w serii Klub Siedmiu Przygód.

## Fabuła
Powieść opowiada o przygodzie dwóch podróżników: Francuza Maxa Hubera i Amerykanina Johna Corta, ich przewodnika, Chamisa i Llangi, młodego Murzyna, którego ocalili przed niewolą. W wyniku ataku słoni zmuszeni są do podróży przez las Ubangi, ogromną nieznaną puszczę znajdującą się pośrodku Afryki.